# 들꽃 (2005년 드라마)
《들꽃》은 2005년 10월 14일부터 이듬해 2월 24일까지 방영되었던 SBS 아침연속극이었다.
1997년 같은 방송사 아침드라마 단 한번의 노래 이후 결혼과 함께 한국을 떠났던 장혜숙(민강희 역)이 해당 작품으로 안방극장 복귀를 했다..

## 줄거리
또순이 같은 한 여인이 역경을 헤치고 멋지게 성공하는 통쾌한 이야기를 중심으로 한 이야기다.

## 등장 인물

### 주요 인물
- 이아현(이순정) : 35세, 액세서리 공장 주인
- 선우재덕(정현준) : 37세, 영진어패럴 사장
- 김정학(박민구) : 26세, 원단업체 사장
- 장혜숙(민강희) : 35세, 성진어패럴 디자인실장, 현준의 아내

### 주변 인물
- 조남석(이진호) : 28세, 은행원, 이순정 남동생
- 임성언(이은정) : 25세, 이순정 여동생
- 신현탁(이진섭) : 21세, 삼수생, 이순정 남동생
- 오미연(현옥희) : 55세, 이순정 친모
- 이동호(이동동) : 7세, 이순정 남동생
- 김성겸(이달서) : 60세, 이순정 남매 부친

### 그 외
- 한여운(나연진) : 27세, 은행원, 이진의 연인
- 백승현(허재기) : 28세, 은행원, 이진호 친구
- 정욱(최경석) : 35세, 정현준 비서 실장
- 김선화(홍 반장) : 40세, 이순정의 공장 책임자